# Marianna Cope
Marianna Cope (1838 - 1918) va ser una religiosa estatunidenca d'origen alemany que va ser membre de les Germanes de Sant Francesc de Siracusa de Nova York, i la fundadora de l'hospital St. Joseph de la ciutat, que va ser un dels primers 50 hospitals generals del país. Coneguda també per les seves obres benèfiques, el 1883 es va traslladar amb altres sis germanes a Hawai per atendre les persones amb lepra de l'illa de Molokai i ajudar a desenvolupar la infraestructura mèdica a Hawai. Tot i el contacte directe amb els pacients durant molts anys, Cope no va contreure la malaltia.
El 2005, Cope va ser beatificada pel papa Benet XVI. Cope va ser declarada santa pel mateix papa el 21 d'octubre de 2012, juntament amb Kateri Tekakwitha, una nativa americana del segle xvii. Cope és l'onzena persona del que ara són els Estats Units en ser canonitzada per l'Església catòlica.

## Biografia

### Joventut
Cope va ser batejada amb el nom de Maria Anna Barbara Koob. Va néixer el 23 de gener de 1838 a Heppenheim, al Gran Ducat de Hessen de Peter Koob (1787–1862) i Barbara Witzenbacher (1803–1872). L'any següent la seva família va emigrar als Estats Units i es va establir a la ciutat industrial d'Utica. Anava a la parròquia de St Joseph, on va assistir a l'escola parroquial. Quan era a vuitè grau, el seu pare va resultar invàlid. Com a filla gran, Cope va deixar l'escola per treballar a una fàbrica tèxtil per ajudar a mantenir la seva família. Després es va fer monja amb el nom de Marianna, va ser professora d'immigrants alemanys i va participar en la direcció de la seva congregació religiosa.
Va fundar els primers dos hospitals catòlics al centre de Nova York. Com a administradora d'hospital, es va implicar en el trasllat al Geneva Medical College del Hobart College de Ginebra de Nova York, a Syracuse, que es va convertir en l'hospital universitari de la Universitat de Syracuse. Va contractar amb la universitat perquè els seus estudiants tractessin pacients al seu hospital, per continuar la seva formació mèdica. Al contracte figurava que els pacients tenien el dret de rebutjar l'atenció dels estudiants. Aquestes experiències la van ajudar a preparar-se per al ministeri especial que va seguir després.

### Hawaii

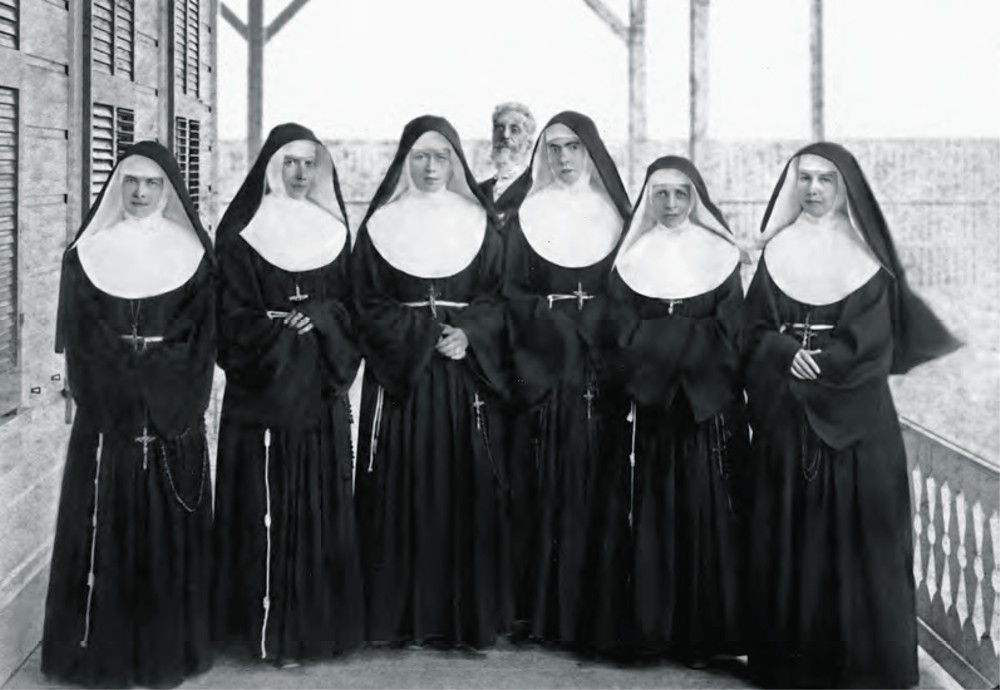
Les Germanes de Sant Francesc a l'hopsital de Rama.

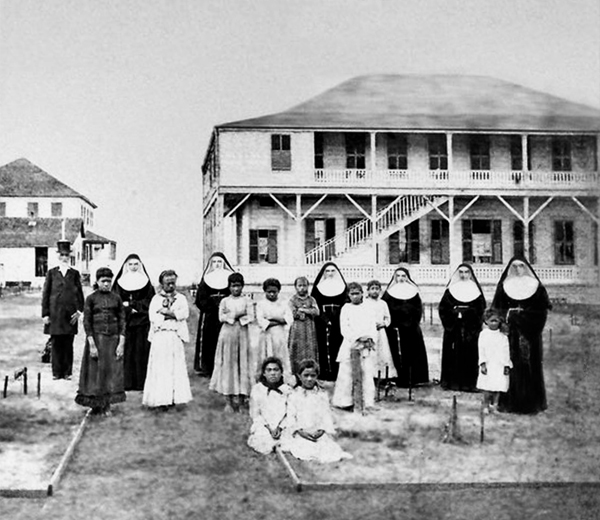
Walter Murray Gibson amb les Germanes de Sant Francesc i filles de pacients a l'Hospital de Rama.

El 1883 era superior general de la congregació i va rebre una petició d'ajut del rei Kalākaua de Hawaii per atendre els malalts de lepra. Més de 50 congregacions religioses ja havien rebutjat la seva sol·licitud perquè les germanes ho fessin perquè es considerava que la lepra era molt contagiosa. Ella va respondre amb entusiasme a la carta: 
 Tinc ganes de fer aquesta feina i desitjo de tot cor ser un dels escollits, el privilegi del qual serà, sacrificar-se per la salvació de les ànimes dels pobres illencs... No tinc por de cap malaltia, per tant, seria el meu major plaer fins i tot atendre els "leprosos" abandonats. 
Cope va partir de Siracusa amb altres sis germanes per viatjar a Honolulu per respondre a aquesta trucada, arribant el 8 de novembre de 1883. Viatjaven a la SS Mariposa. Amb la mare Marianna de supervisora, les germanes gestionaven l'hospital Kaká, que va servir com una estació de recepció per als pacients amb malaltia de Hansen de totes les illes. Els casos més greus es processaven i s'enviaven a l'illa de Molokai per al confinament a l'assentament en Kalawao, i després més tard en Kalaupapa.
L'any següent, a petició del govern, va establir l'hospital Malulani, el primer hospital general de l'illa de Maui. Ben aviat, va ser cridada de tornada a l'hospital d'Oahu. Va haver de fer front a l'abús d'un administrador designat pel govern sobre els malalts de lepra de l'Hospital Branch de Kakaako, una zona al costat de Honolulu. Va demanar la destitució de l'administrador al govern o sinó va amenaçar amb que les germanes marxarien de Siracusa. El seu retorn a Siracusa per tornar a assumir el govern de la congregació es va endarrerir, ja que tant el govern com les autoritats eclesiàstiques van pensar que era essencial per a l'èxit de la missió.
Dos anys més tard, el rei va atorgar a Cope la Creu de la Reial Ordre de Kapiolani per la seva cura del seu poble. La feina va continuar augmentant. El novembre de 1885 va obrir la casa Kapiolani amb el suport del govern, per proporcionar refugi a dones dones sense llar de malalts de lepra. La casa es trobava al recinte d'un hospital de lepra perquè només les germanes estaven disposades a atendre els nens tan estretament relacionats amb les persones que pateixen de lepra.
El 1887 va entrar en funcions un nou govern. Va acabar amb l'exili forçat de pacients de lepra a Molokai i va tancar l'hospital especialitzat a Oahu. Un any després, les autoritats van demanar a Cope que establís una nova llar per a dones i nenes a la península de Kalaupapa, a Molokai. Va acceptar la trucada, sabent que podia significar que mai no tornaria a Nova York. "Acceptarem alegrement l'obra..." va ser la seva resposta.

### Molokai

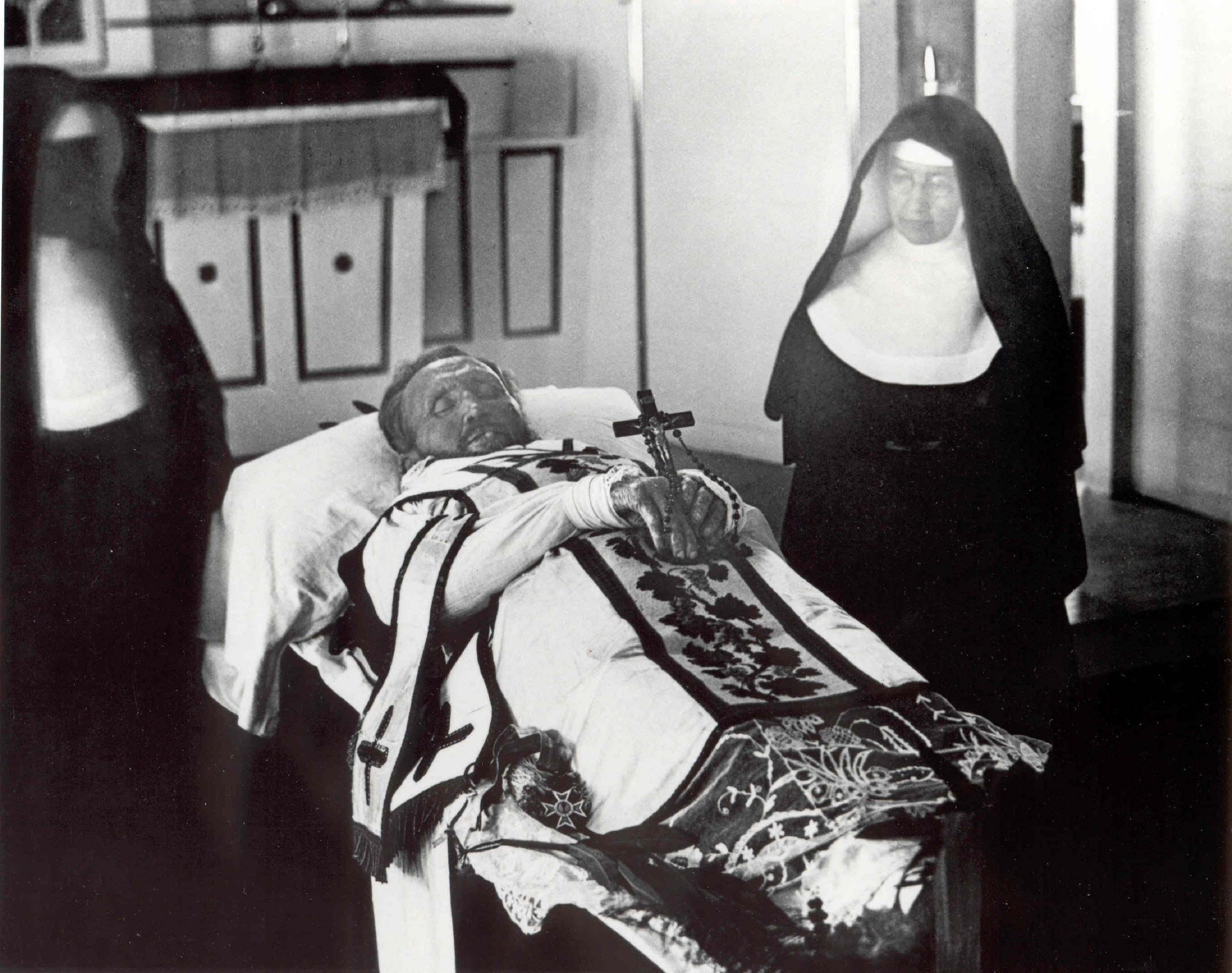
Cope i la germana Leopoldina Burns al costat de la caixa funerària del pare Damià

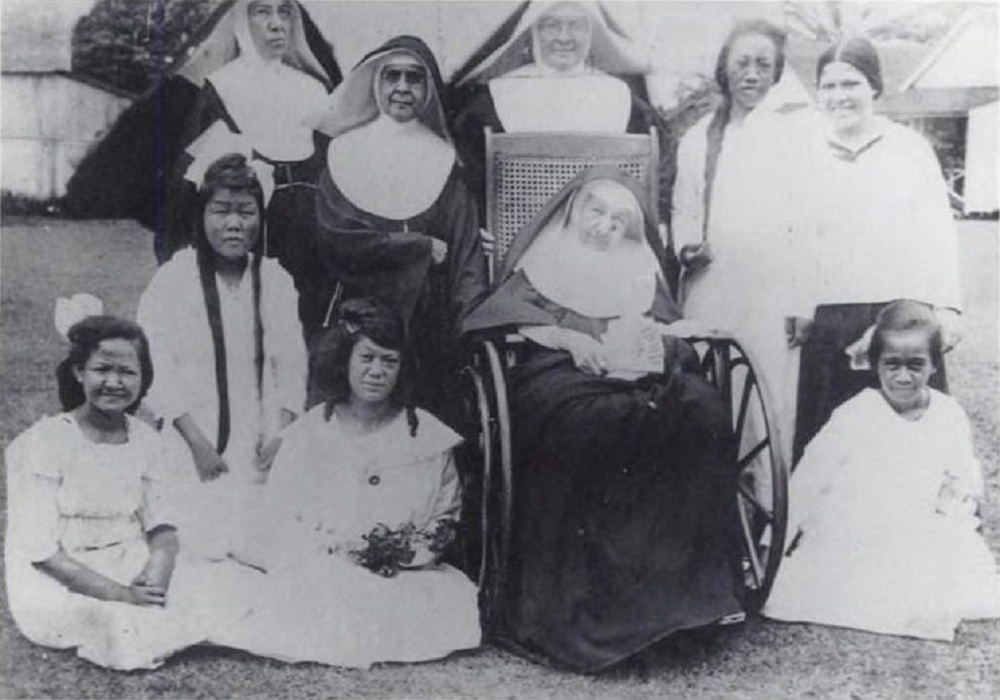
Cope en cadira de rodes uns dies abans de morir.

El novembre de 1888 es va traslladar a Kalaupapa. Va tenir cura del moribund Damià de Molokai, SS. CC., que ja era conegut internacionalment pel seu treball a la colònia de leprosos, i va començar a assumir les seves càrregues. L'havia conegut poc després de la seva arribada a Hawaii.
Quan el pare Damià va morir el 15 d'abril de 1889, el govern va donar oficialment a Cope un càrrec per la cura dels nois de Kalaupapa, a més del seu paper existent en la cura de les dones residents a la colònia. Un destacat home de negocis local, Henry Perrine Baldwin, va donar diners per a la nova casa. Cope i dos ajudants, la germana Leopoldina Burns i la germana Vincentia McCormick, van obrir i dirigir una nova escola de nenes, que va batejar en honor de Baldwin. Es va buscar una comunitat de germans religiosos per atendre els nois.

### Mort
Cope va morir el 9 d'agost de 1918 a causa de causes naturals. Va ser enterrada als terrenys de la casa del bisbe. El 2005, les seves restes van ser portades a Siracusa per reinterrompre-les a casa seva. El 2014, les seves restes van ser retornades a Honolulu i estan consagrades a la catedral basílica de la Mare de Déu de la Pau.

## Canonització

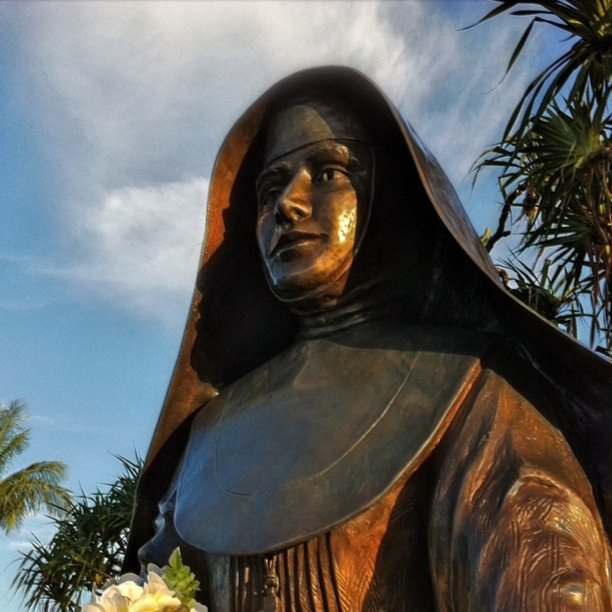
Estàtua de la mare Marianne Cope dedicada el 23 de gener de 2010 a Honolulu

El 1993 Katherine Dehlia Mahoney va ser curada d'una fallada d'òrgans múltiples després de pregar a Marianne Cope per la intercessió. El 24 d'octubre de 2003, la Congregació per a les Causes dels Sants va fer el decret de virtuts de Cope. El 19 d'abril de 2004, el papa Joan Pau II va emetre un decret papal declarant-la Venerable. El 20 de desembre de 2004, després de rebre l'afirmació unànime de la Congregació de les Causes dels Sants, el papa Joan Pau II va ordenar que s'emetés un decret que autentifiqués aquesta recuperació com un miracle que s'atribuïa a la intercessió de Cope. El 14 de maig de 2005, Cope va ser beatificada a la Ciutat del Vaticà per Benet XVI en la seva primera cerimònia de beatificació. Més de 100 seguidors de Hawaii van assistir a la cerimònia de beatificació, juntament amb 300 membres de la congregació religiosa de Cope a Syracuse. A la cerimònia, presidida pel cardenal José Saraiva Martins, CMF, es va cantar la cançó hawaiana Makalapua, una de les favorites de Cope. La seva festa es va establir el 23 de gener i la celebra la seva pròpia congregació religiosa, la diòcesi d'Honolulu i la diòcesi de Siracusa.
Després de l'anunci per part de la Santa Seu de la seva imminent beatificació, durant el gener del 2005, les restes de Cope van ser traslladades a la casa mare de la congregació de Siracusa. Es va establir un santuari temporal per honorar-la. El 2009 es va acabar l'erecció d'un sarcòfag de marbre a la capella de la casa mare. Les seves restes van ser enterrades al nou santuari el dia de la seva festa, el 23 de gener.
El 2007, es va erigir una estàtua d'ella a l'església de Sant Josep, a la seva ciutat natal, Utica, a l'escola parroquial la qual havia assistit durant la seva infància.
El 6 de desembre de 2011, la Congregació per a les Causes dels Sants va trobar que un segon miracle també es podia atribuir a la intercessió de Cope. El 19 de desembre de 2011 Benet XVI va signar i aprovar la promulgació del decret de santedat de Cope i va ser canonitzada el 21 d'octubre de 2012.
Després de Damià de Molokai, Cope és la segona persona que va ser canonitzada i que havia servit a les illes de Hawaii. Va ser alhora la primera beatificació i l'última canonització del papa Benet XVI. El 2014, l'església va anunciar que les restes de Saint Marianne serien reenterrades a la catedral de la Mare de Déu de la Pau a Honolulu, que estava en procés de renovació extensa. El convent franciscà de Nova York, que custodiava les seves restes, ha hagut de traslladar-se a una nova ubicació perquè els seus edificis antics necessitaven reparacions.
Cope és honrada conjuntament amb Damià de Molokai al calendari litúrgic de l'Església Episcopal (EUA). La seva festa compartida se celebra el 15 d'abril.

## Cultura
Paul Cox va dirigir la pel·lícula Molokai: La història del pare Damià(1999). Cope va ser retratada per l'actriu sud-africana Alice Krige. Damià de Molokai va ser retratat per David Wenham.